# Helchteren
Helchteren is een dorp in de Belgische provincie Limburg en een deelgemeente van Houthalen-Helchteren, het was een zelfstandige gemeente tot aan de gemeentelijke herindeling van 1977.
In de deelgemeente ligt onder meer nog het gehucht Sonnis.

## Etymologie
De oudste vermelding, als Haletra, dateert van 1107. Via Halechtra evolueerde dit tot Helchteren. Voor de naam bestaan wel zeven verklaringen: heiligenhuis of kalkhuis, barre streek, hazelaarbos, heilige boom, strook land, teenwilgengebied en jeneverbessengebied.

## Geschiedenis
De archeologie van de streek gaat terug tot 10.000 à 8.000 v.Chr. Op de Sonnisheide werden resten uit het mesolithicum en neolithicum aangetroffen. Eind 19e eeuw werd een Romeinse muntschat ontdekt.
In de middeleeuwen was Helchteren een zelfstandige heerlijkheid. Reeds begin 8e eeuw schonk Pepijn van Herstal een groot gebied in de Kempen aan de Abdij van Sint-Truiden, waaronder bezittingen in Helchteren. Ergens tussen 1107 en 1178 werd de Sint-Trudoparochie gesticht.
De abt van de Abdij van Sint-Truiden was de heer, en deze zetelde op Kasteel Den Dool, dat diende als zomerverblijf en, in onrustige tijden, als toevluchtsoord. De abdij beschikte hier over 127 ha. De voogdijrechten werden sinds de 13e eeuw uitgeoefend door de graaf van Loon, maar in 1281 werden deze rechten afgekocht door de abt.
In de 13e en 14e eeuw vonden de eerste ontginningen plaats.
In 1361 werd Helchteren geplunderd door ridder Hendrik van Halbeek, die een rivaal was van de toenmalige abt, Robert van Craenwick. Hij stak toen het Kasteel Den Dool in brand. In maart 1365 viel hij Helchteren opnieuw aan, maar de bewoners verdedigden zich. Van Halbeek kwam echter op 3 juni 1365 weer terug, en stak de kerk en acht huizen in brand.
Vanaf 1615 begon een aaneenschakeling van militaire acties en werd de streek vrijwel voortdurend onveilig gemaakt door allerlei troepen. Op 30 december 1634 werd door de burgers het verzoek gedaan om een schans te mogen opwerpen, en dit gebeurde ten oosten van het kasteel. Einde 18e eeuw was er van deze schans al niets meer terug te vinden.
In 1707 kreeg het dorp, in het kader van de Spaanse Successieoorlog, te maken met de troepen van John Churchill, hertog van Marlborough, die rantsoenen eisten en een burger neerschoten. Op 5 december 1792 kwamen de Franse patriotten en in 1800, onder de Eerste Franse Republiek, werd Helchteren een zelfstandige gemeente. In 1831 kreeg het dorp te maken met het (Nederlandse) regeringsleger, dat op 6 augustus slag leverde met het opstandige (Belgische) Maasleger tijdens de Tiendaagse Veldtocht. Het leger van Willem II won de slag en rukte verder op, maar moest zich uiteindelijk terugtrekken na een Franse interventie in de richting van Antwerpen.
Leidde de Eerste Wereldoorlog tot inkwartieringen van Duitse soldaten in het Kasteel, waar zij vernielingen aanrichtten, tijdens de slotfase van de Tweede Wereldoorlog lag het front gedurende korte tijd in Helchteren, waarvan op 7 september 1944 een deel werd bevrijd. Op 8 en 9 september werd slag geleverd tussen Engelsen en Ieren enerzijds, en de bezetters anderzijds. Hierbij werden vooral in de gehuchten Kunsel en Sonnis de nodige vernielingen aangericht. Als wraakactie werden huizen met handgranaten in brand gestoken, de windmolen werd verwoest en de kerk zwaar beschadigd. Een tiental burgers werd neergeschoten.
Van 1768-1788 werd de Steenweg op Luik door Helchteren aangelegd, dat daarmee een goede wegverbinding kreeg. Vanaf 1866 had Helchteren ook een spoorverbinding en een station, onderdeel van de Spoorlijn Hasselt - Eindhoven. In 1957 werd de lijn voor het personenvervoer gesloten, en in 1986 reed de laatste goederentrein. Van groot economisch belang was de aanleg van de steenkoolmijn van Zolder, welke tot 1992 in werking was. Een andere activiteit was de kazerne, die vlak voor de Tweede Wereldoorlog werd geopend en die zich bevond tussen de dorpskern en Sonnis, waar 200 militairen gehuisvest waren en welke in 2010 gesloten werd, waarop de militairen naar Brasschaat verhuisden. Daarna werd de voormalige kazerne als noodopvang voor asielzoekers ingericht.
Vanaf 1910 waren de Zwartzusters van de Heilige Philippus Neri in Helchteren gevestigd, waar zij de bewaarschool en het onderwijs voor meisjes verzorgden.
De Steenweg op Luik is ondertussen uitgegroeid tot de N74, een van de drukste gewestwegen van België. Er zijn plannen om deze weg om te leiden aan de westelijke kant van het dorpscentrum. Dit zal echter een aantasting van de natuur met zich meebrengen.

## Demografische ontwikkeling
... was een zelfstandige gemeente tot aan de gemeentelijke herindeling van 1977.
- Bronnen:NIS, Opm:1831 tot en met 1970=volkstellingen; 1976 = inwoneraantal op 31 december

## Bezienswaardigheden

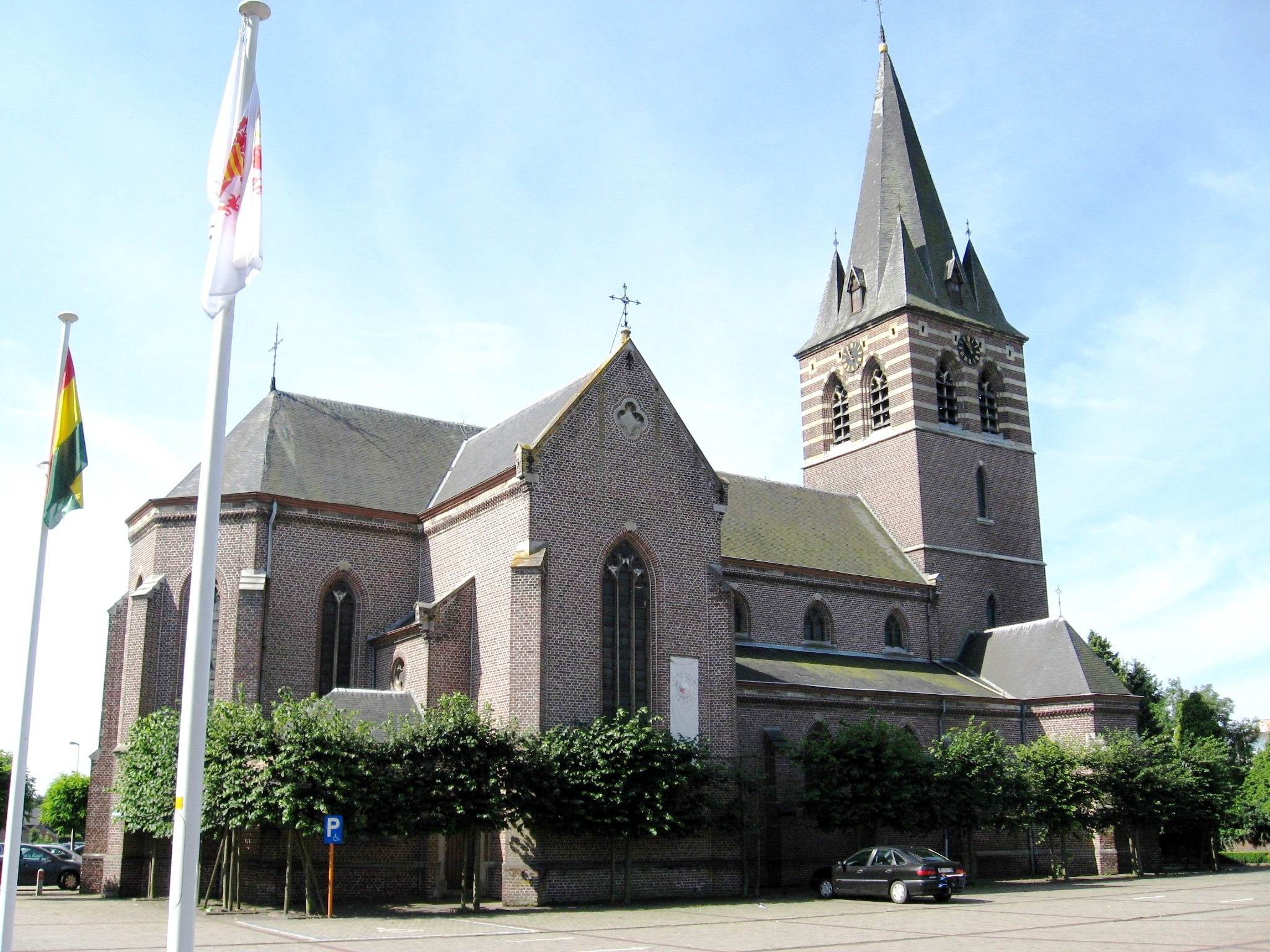
De Sint-Trudokerk

- Kasteel Den Dool, waarin tegenwoordig Kasteelbrouwerij De Dool is gevestigd.
- De Sint-Trudokerk, een neogotisch bouwwerk, ingewijd in 1897.

## Natuur en landschap
Helchteren is gelegen op het Kempens Plateau en heeft een hoogte van 70 à 80 m. De Mangelbeek stroomt ten zuiden van Helchteren van het plateau af in westelijke richting. Een deel van de heidegebieden, met name de Donderslagse Heide en de aansluitende Sonnisheide, vormt een uitgestrekt militair schietterrein.
Helchteren heeft een aantal bos- en natuurgebieden en landgoederen, zoals Hoeverheide en Molenheide. Het laatste omvat een bungalowpark annex recreatieterrein en een wandelpark waar men inheems wild kan aantreffen. Ook de Mangelbeekvallei is een aaneenschakeling van natuurgebieden.

## Politiek
Helchteren had een eigen gemeentebestuur en burgemeester tot de gemeentelijke fusie van 1977.

## Sport
Voetbalclub KFC Helson Helchteren is aangesloten bij de Belgische Voetbalbond en actief in de provinciale reeksen.

## Externe bron
- Geschiedenis

Deelgemeenten: Helchteren · Houthalen

Overige kernen: Houthalen-Oost · Laak · Kwalaak · Lillo · Meulenberg · Sonnis

Belgische gemeenten · Arrondissement Maaseik · Limburg · Vlaanderen